# Evropský pohár juniorů ve sportovním lezení 2013
Evropský pohár juniorů ve sportovním lezení 2013 se uskutečnil v pěti zemích. Zahájen byl 8. června v britském Edinburghu prvním závodem Evropského poháru juniorů ve sportovním lezení lezením na obtížnost a rychlost. V obtížnosti se uskutečnily dva závody, v lezení na rychlost a v boulderingu tři. Poslední závod evropského poháru juniorů se uskutečnil 12.–13. října ve francouzském Lavalu (bouldering). Celkem proběhlo v sedmi městech osm závodů pod patronátem Mezinárodní federace sportovního lezení (IFSC), v Edinburghu se závodilo ve dvou disciplínách.
V roce 2013 se v uvedených disciplínách konalo ve Švýcarsku a Rakousku také Mistrovství Evropy juniorů, které se do výsledků Evropského poháru juniorů nezapočítávalo (v roce 2014 již ano).

## Přehledy závodů
- V tomto roce bylo v celkovém hodnocení poháru několik stejných medailových pozic. Medaile za celkové pořadí si odnesli závodníci z patnácti zemí, suverénně nejlepší byli lezci z Itálie a Francie.

### Češi na EPJ
V celkovém hodnocení skončil Jan Kříž druhý v lezení na rychlost za bronz a stříbro v kategorii A a získal tak jedinou českou medaili na EPJ v tomto roce.

### Kalendář závodů
| Kalendář závodů EPJ 2013 | Kalendář závodů EPJ 2013 | Kalendář závodů EPJ 2013 | Kalendář závodů EPJ 2013 | Kalendář závodů EPJ 2013 | Kalendář závodů EPJ 2013 | Kalendář závodů EPJ 2013 | Kalendář závodů EPJ 2013 | Kalendář závodů EPJ 2013 | Kalendář závodů EPJ 2013 |
| Datum                    | Místo                    | Země                     | Web                      | Počet závodníků          | Počet závodníků          | Počet závodníků          | Počet zemí               | Počet zemí               | Počet zemí               |
| Datum                    | Místo                    | Země                     | Web                      | obtížnost                | rychlost                 | bouldering               | obtížnost                | rychlost                 | bouldering               |
| ------------------------ | ------------------------ | ------------------------ | ------------------------ | ------------------------ | ------------------------ | ------------------------ | ------------------------ | ------------------------ | ------------------------ |
| 8.–9. června             | Edinburgh                | Spojené království       |                          | x                        | x                        | –                        | x                        | x                        | –                        |
| 28.–30. června           | Sofie                    | Bulharsko                |                          | –                        | –                        | x                        | –                        | –                        | x                        |
| 29. června               | Imst                     | Rakousko                 | klettern-imst.com        | –                        | x                        | –                        | –                        | x                        | –                        |
| 9.–11. července          | Chamonix                 | Francie                  |                          | –                        | x                        | –                        | –                        | x                        | –                        |
| 22.–23. července         | L'Argentière             | Francie                  | toutablocs.com           |                          | –                        | x                        | –                        | –                        | x                        |
| 7.–8. září               | Stavanger                | Norsko                   |                          | x                        | –                        | –                        | x                        | –                        | –                        |
| 12.–13. října            | Laval                    | Francie                  |                          | –                        | –                        | x                        | –                        | –                        | x                        |
| Celkem                   | 7                        | 5                        | IFSC                     | x                        | x                        | x                        | 2                        | 3                        | 3                        |

### Junioři
| Výsledky EPJ v lezení na obtížnost 2013 (2) junioři | Výsledky EPJ v lezení na obtížnost 2013 (2) junioři | Výsledky EPJ v lezení na obtížnost 2013 (2) junioři | Výsledky EPJ v lezení na obtížnost 2013 (2) junioři | Výsledky EPJ v lezení na obtížnost 2013 (2) junioři | Výsledky EPJ v lezení na obtížnost 2013 (2) junioři |
| Pořadí                                              | Jméno                                               | Země                                                | Body                                                | Stavanger                                           | Edinburgh                                           |
| --------------------------------------------------- | --------------------------------------------------- | --------------------------------------------------- | --------------------------------------------------- | --------------------------------------------------- | --------------------------------------------------- |
| 1.                                                  | Maël Bonzom                                         | Francie                                             | 165                                                 | 1. 100                                              | 3. 65                                               |
| 2.                                                  | Thomas Joannes                                      | Francie                                             | 160                                                 | 2. 80                                               | 2. 80                                               |
| 3.                                                  | Yiftach Kushnir                                     | Izrael                                              | 120                                                 | 3. 65                                               | 4. 55                                               |
|                                                     |                                                     |                                                     |                                                     |                                                     |                                                     |
| 7.                                                  | Petr Čermák                                         | Česko                                               | 78                                                  | 6. 47                                               | 11. 31                                              |
| počet finalistů                                     | počet finalistů                                     | počet finalistů                                     | počet finalistů                                     | 10                                                  | 10                                                  |
| počet semifinalistů                                 | počet semifinalistů                                 | počet semifinalistů                                 | počet semifinalistů                                 | bez semifinále                                      | bez semifinále                                      |
| bodovaných závodníků                                | bodovaných závodníků                                | bodovaných závodníků                                | 20                                                  | 10                                                  | 17                                                  |
| celkový počet závodníků                             | celkový počet závodníků                             | celkový počet závodníků                             | –                                                   | 10                                                  | 17                                                  |

| Výsledky EPJ v lezení na rychlost 2013 (3) junioři | Výsledky EPJ v lezení na rychlost 2013 (3) junioři | Výsledky EPJ v lezení na rychlost 2013 (3) junioři | Výsledky EPJ v lezení na rychlost 2013 (3) junioři | Výsledky EPJ v lezení na rychlost 2013 (3) junioři | Výsledky EPJ v lezení na rychlost 2013 (3) junioři | Výsledky EPJ v lezení na rychlost 2013 (3) junioři |
| Pořadí                                             | Jméno                                              | Země                                               | Body                                               | Chamonix                                           | Imst                                               | Edinburgh                                          |
| -------------------------------------------------- | -------------------------------------------------- | -------------------------------------------------- | -------------------------------------------------- | -------------------------------------------------- | -------------------------------------------------- | -------------------------------------------------- |
| 1.                                                 | Quentin Nambot                                     | Francie                                            | 300                                                | 1. 100                                             | 1. 100                                             | 1. 100                                             |
| 2.                                                 | Stanislao Zama                                     | Itálie                                             | 186                                                | 2. 80                                              | 4. 55                                              | 5. 51                                              |
| 3.                                                 | Guillaume Moro                                     | Francie                                            | 173                                                | 3. 65                                              | 3. 65                                              | 7. 43                                              |
|                                                    |                                                    |                                                    |                                                    |                                                    |                                                    |                                                    |
| –                                                  | –                                                  | Česko                                              | –                                                  | –                                                  | –                                                  | –                                                  |
| počet finalistů                                    | počet finalistů                                    | počet finalistů                                    | počet finalistů                                    | 4                                                  | 4                                                  | 4                                                  |
| počet semifinalistů                                | počet semifinalistů                                | počet semifinalistů                                | počet semifinalistů                                | 8                                                  | 8                                                  | 8                                                  |
| bodovaných závodníků                               | bodovaných závodníků                               | bodovaných závodníků                               | 16                                                 | 12                                                 | 11                                                 | 8                                                  |
| počet závodníků                                    | počet závodníků                                    | počet závodníků                                    | –                                                  | 12                                                 | 11                                                 | 8                                                  |

| Výsledky EPJ v boulderingu 2013 (3) junioři | Výsledky EPJ v boulderingu 2013 (3) junioři | Výsledky EPJ v boulderingu 2013 (3) junioři | Výsledky EPJ v boulderingu 2013 (3) junioři | Výsledky EPJ v boulderingu 2013 (3) junioři | Výsledky EPJ v boulderingu 2013 (3) junioři | Výsledky EPJ v boulderingu 2013 (3) junioři |
| Pořadí                                      | Jméno                                       | Země                                        | Body                                        | Laval                                       | L'Argentière                                | Sofie                                       |
| ------------------------------------------- | ------------------------------------------- | ------------------------------------------- | ------------------------------------------- | ------------------------------------------- | ------------------------------------------- | ------------------------------------------- |
| 1.                                          | Michael Piccolruaz                          | Itálie                                      | 265                                         | 3. 65                                       | 1. 100                                      | 1. 100                                      |
| 2.                                          | Nathan Phillips                             | Spojené království                          | 220                                         | 1. 100                                      | 3. 65                                       | 4. 55                                       |
| 3.                                          | Alex Khazanov                               | Izrael                                      | 192                                         | 6. 47                                       | 2. 80                                       | 3. 65                                       |
|                                             |                                             |                                             |                                             |                                             |                                             |                                             |
| 26.–27.                                     | Dominik Otto                                | Česko                                       | 27                                          | 15. 22                                      | 26. 5                                       | –                                           |
| počet finalistů                             | počet finalistů                             | počet finalistů                             | počet finalistů                             | 6                                           | 6                                           | 6                                           |
| počet semifinalistů                         | počet semifinalistů                         | počet semifinalistů                         | počet semifinalistů                         | bez semifinále                              | bez semifinále                              | bez semifinále                              |
| bodovaných závodníků                        | bodovaných závodníků                        | bodovaných závodníků                        | 33                                          | 26                                          | 28                                          | 11                                          |
| počet závodníků                             | počet závodníků                             | počet závodníků                             | –                                           | 26                                          | 28                                          | 11                                          |

### Juniorky
| Výsledky EPJ v lezení na obtížnost 2013 (2) juniorky | Výsledky EPJ v lezení na obtížnost 2013 (2) juniorky | Výsledky EPJ v lezení na obtížnost 2013 (2) juniorky | Výsledky EPJ v lezení na obtížnost 2013 (2) juniorky | Výsledky EPJ v lezení na obtížnost 2013 (2) juniorky | Výsledky EPJ v lezení na obtížnost 2013 (2) juniorky |
| Pořadí                                               | Jméno                                                | Země                                                 | Body                                                 | Stavanger                                            | Edinburgh                                            |
| ---------------------------------------------------- | ---------------------------------------------------- | ---------------------------------------------------- | ---------------------------------------------------- | ---------------------------------------------------- | ---------------------------------------------------- |
| 1.                                                   | Manon Hily                                           | Francie                                              | 180                                                  | 1. 100                                               | 2. 80                                                |
| 2.                                                   | Kenza Slamti                                         | Francie                                              | 130                                                  | 3. 65                                                | 3. 65                                                |
| 3.                                                   | Karoline Sinnhuber                                   | Rakousko                                             | 100                                                  | –                                                    | 1. 100                                               |
|                                                      |                                                      |                                                      |                                                      |                                                      |                                                      |
| 4.                                                   | Tereza Svobodová                                     | Česko                                                | 98                                                   | 4. 55                                                | 7. 43                                                |
| 13.                                                  | Iva Vejmolová                                        | Česko                                                | 40                                                   | –                                                    | 8. 40                                                |
| 18.                                                  | Eva Křížová                                          | Česko                                                | 26                                                   | –                                                    | 13. 26                                               |
| počet finalistek                                     | počet finalistek                                     | počet finalistek                                     | počet finalistek                                     | 10                                                   | 10                                                   |
| počet semifinalistek                                 | počet semifinalistek                                 | počet semifinalistek                                 | počet semifinalistek                                 | bez semifinále                                       | bez semifinále                                       |
| bodovaných závodnic                                  | bodovaných závodnic                                  | bodovaných závodnic                                  | 20                                                   | 10                                                   | 17                                                   |
| počet závodnic                                       | počet závodnic                                       | počet závodnic                                       | –                                                    | 10                                                   | 17                                                   |

| Výsledky EPJ v lezení na rychlost 2013 (3) juniorky | Výsledky EPJ v lezení na rychlost 2013 (3) juniorky | Výsledky EPJ v lezení na rychlost 2013 (3) juniorky | Výsledky EPJ v lezení na rychlost 2013 (3) juniorky | Výsledky EPJ v lezení na rychlost 2013 (3) juniorky | Výsledky EPJ v lezení na rychlost 2013 (3) juniorky | Výsledky EPJ v lezení na rychlost 2013 (3) juniorky |
| Pořadí                                              | Jméno                                               | Země                                                | Body                                                | Chamonix                                            | Imst                                                | Edinburgh                                           |
| --------------------------------------------------- | --------------------------------------------------- | --------------------------------------------------- | --------------------------------------------------- | --------------------------------------------------- | --------------------------------------------------- | --------------------------------------------------- |
| 1.                                                  | Nina Lach                                           | Rakousko                                            | 245                                                 | 1. 100                                              | 3. 65                                               | 2. 80                                               |
| 2.                                                  | Esther Bruckner                                     | Francie                                             | 180                                                 | –                                                   | 2. 80                                               | 1. 100                                              |
| 2.                                                  | Aleksandra Rudzińska                                | Polsko                                              | 180                                                 | 2. 80                                               | 1. 100                                              | –                                                   |
|                                                     |                                                     |                                                     |                                                     |                                                     |                                                     |                                                     |
| –                                                   | –                                                   | Česko                                               | –                                                   | –                                                   | –                                                   | –                                                   |
| počet finalistek                                    | počet finalistek                                    | počet finalistek                                    | počet finalistek                                    | 4                                                   | 4                                                   | 4                                                   |
| počet semifinalistek                                | počet semifinalistek                                | počet semifinalistek                                | počet semifinalistek                                | bez semifinále                                      | bez semifinále                                      | bez semifinále                                      |
| bodovaných závodnic                                 | bodovaných závodnic                                 | bodovaných závodnic                                 | 8                                                   | 5                                                   | 5                                                   | 4                                                   |
| počet závodnic                                      | počet závodnic                                      | počet závodnic                                      | –                                                   | 5                                                   | 5                                                   | 4                                                   |

| Výsledky EPJ v boulderingu 2013 (3) juniorky | Výsledky EPJ v boulderingu 2013 (3) juniorky | Výsledky EPJ v boulderingu 2013 (3) juniorky | Výsledky EPJ v boulderingu 2013 (3) juniorky | Výsledky EPJ v boulderingu 2013 (3) juniorky | Výsledky EPJ v boulderingu 2013 (3) juniorky | Výsledky EPJ v boulderingu 2013 (3) juniorky |
| Pořadí                                       | Jméno                                        | Země                                         | Body                                         | Laval                                        | L'Argentière                                 | Sofie                                        |
| -------------------------------------------- | -------------------------------------------- | -------------------------------------------- | -------------------------------------------- | -------------------------------------------- | -------------------------------------------- | -------------------------------------------- |
| 1.                                           | Manon Hily                                   | Francie                                      | 260                                          | 1. 100                                       | 2. 80                                        | 2. 80                                        |
| 2.                                           | Lena Herrmann                                | Německo                                      | 189                                          | 10. 34                                       | 4. 55                                        | 1. 100                                       |
| 3.                                           | Victoria Klemm                               | Rakousko                                     | 151                                          | 5. 51                                        | 1. 100                                       | –                                            |
|                                              |                                              |                                              |                                              |                                              |                                              |                                              |
| –                                            | –                                            | Česko                                        | –                                            | –                                            | –                                            | –                                            |
| počet finalistek                             | počet finalistek                             | počet finalistek                             | počet finalistek                             | 6                                            | 6                                            | 6                                            |
| počet semifinalistek                         | počet semifinalistek                         | počet semifinalistek                         | počet semifinalistek                         | bez semifinále                               | bez semifinále                               | bez semifinále                               |
| bodovaných závodnic                          | bodovaných závodnic                          | bodovaných závodnic                          | 21                                           | 11                                           | 16                                           | 7                                            |
| počet závodnic                               | počet závodnic                               | počet závodnic                               | –                                            | 11                                           | 16                                           | 7                                            |

### Chlapci kat A
| Výsledky EPJ v lezení na obtížnost 2013 (2) chlapci A | Výsledky EPJ v lezení na obtížnost 2013 (2) chlapci A | Výsledky EPJ v lezení na obtížnost 2013 (2) chlapci A | Výsledky EPJ v lezení na obtížnost 2013 (2) chlapci A | Výsledky EPJ v lezení na obtížnost 2013 (2) chlapci A | Výsledky EPJ v lezení na obtížnost 2013 (2) chlapci A |
| Pořadí                                                | Jméno                                                 | Země                                                  | Body                                                  | Stavanger                                             | Edinburgh                                             |
| ----------------------------------------------------- | ----------------------------------------------------- | ----------------------------------------------------- | ----------------------------------------------------- | ----------------------------------------------------- | ----------------------------------------------------- |
| 1.                                                    | Hannes Puman                                          | Švédsko                                               | 180                                                   | 2. 80                                                 | 1. 100                                                |
| 2.                                                    | Lorenzo Carasio                                       | Itálie                                                | 111                                                   | 11. 31                                                | 2. 80                                                 |
| 3.                                                    | Jakob Heber Norum                                     | Norsko                                                | 108                                                   | 1. 100                                                | 23. 8                                                 |
|                                                       |                                                       |                                                       |                                                       |                                                       |                                                       |
| 29.–30.                                               | Marek Škorpil                                         | Česko                                                 | 14                                                    | 19. 14                                                | –                                                     |
| počet finalistů                                       | počet finalistů                                       | počet finalistů                                       | počet finalistů                                       | 10                                                    | 11                                                    |
| počet semifinalistů                                   | počet semifinalistů                                   | počet semifinalistů                                   | počet semifinalistů                                   | bez semifinále                                        | bez semifinále                                        |
| bodovaných závodníků                                  | bodovaných závodníků                                  | bodovaných závodníků                                  | 38                                                    | 21                                                    | 30                                                    |
| celkový počet závodníků                               | celkový počet závodníků                               | celkový počet závodníků                               | –                                                     | 21                                                    | 37                                                    |

| Výsledky EPJ v lezení na rychlost 2013 (3) chlapci A | Výsledky EPJ v lezení na rychlost 2013 (3) chlapci A | Výsledky EPJ v lezení na rychlost 2013 (3) chlapci A | Výsledky EPJ v lezení na rychlost 2013 (3) chlapci A | Výsledky EPJ v lezení na rychlost 2013 (3) chlapci A | Výsledky EPJ v lezení na rychlost 2013 (3) chlapci A | Výsledky EPJ v lezení na rychlost 2013 (3) chlapci A |
| Pořadí                                               | Jméno                                                | Země                                                 | Body                                                 | Chamonix                                             | Imst                                                 | Edinburgh                                            |
| ---------------------------------------------------- | ---------------------------------------------------- | ---------------------------------------------------- | ---------------------------------------------------- | ---------------------------------------------------- | ---------------------------------------------------- | ---------------------------------------------------- |
| 1.                                                   | Alessandro Santoni                                   | Itálie                                               | 245                                                  | 2. 80                                                | 3. 65                                                | 1. 100                                               |
| 2.                                                   | Jan Kříž                                             | Česko                                                | 196                                                  | 5. 51                                                | 2. 80                                                | 3. 65                                                |
| 3.                                                   | Joshua Bosler                                        | Německo                                              | 166                                                  | 7. 43                                                | 7. 43                                                | 2. 80                                                |
|                                                      |                                                      |                                                      |                                                      |                                                      |                                                      |                                                      |
| 20.                                                  | Miroslav Doseděl                                     | Česko                                                | 26                                                   | –                                                    | 13. 26                                               | –                                                    |
| počet finalistů                                      | počet finalistů                                      | počet finalistů                                      | počet finalistů                                      | 4                                                    | 4                                                    | 4                                                    |
| počet semifinalistů                                  | počet semifinalistů                                  | počet semifinalistů                                  | počet semifinalistů                                  | 8                                                    | 8                                                    | 8                                                    |
| bodovaných závodníků                                 | bodovaných závodníků                                 | bodovaných závodníků                                 | 20                                                   | 13                                                   | 14                                                   | 10                                                   |
| počet závodníků                                      | počet závodníků                                      | počet závodníků                                      | –                                                    | 13                                                   | 14                                                   | 10                                                   |

| Výsledky EPJ v boulderingu 2013 (3) chlapci A | Výsledky EPJ v boulderingu 2013 (3) chlapci A | Výsledky EPJ v boulderingu 2013 (3) chlapci A | Výsledky EPJ v boulderingu 2013 (3) chlapci A | Výsledky EPJ v boulderingu 2013 (3) chlapci A | Výsledky EPJ v boulderingu 2013 (3) chlapci A | Výsledky EPJ v boulderingu 2013 (3) chlapci A |
| Pořadí                                        | Jméno                                         | Země                                          | Body                                          | Laval                                         | L'Argentière                                  | Sofie                                         |
| --------------------------------------------- | --------------------------------------------- | --------------------------------------------- | --------------------------------------------- | --------------------------------------------- | --------------------------------------------- | --------------------------------------------- |
| 1.                                            | Dominic Burns                                 | Irsko                                         | 260                                           | 2. 80                                         | 2. 80                                         | 1. 100                                        |
| 2.                                            | Kentin Boulay                                 | Francie                                       | 220                                           | 1. 100                                        | 4. 55                                         | 3. 65                                         |
| 3.                                            | Yohann Dechamps                               | Francie                                       | 174                                           | 7. 43                                         | 5. 51                                         | 2. 80                                         |
|                                               |                                               |                                               |                                               |                                               |                                               |                                               |
| 34.                                           | Martin Žák                                    | Česko                                         | 14                                            | 19. 14                                        | –                                             | –                                             |
| 42.                                           | Tomáš Skála                                   | Česko                                         | 4                                             | –                                             | 27. 4                                         | –                                             |
|                                               |                                               |                                               |                                               |                                               |                                               |                                               |
| počet finalistů                               | počet finalistů                               | počet finalistů                               | počet finalistů                               | 6                                             | 6                                             | 6                                             |
| počet semifinalistů                           | počet semifinalistů                           | počet semifinalistů                           | počet semifinalistů                           | bez semifinále                                | bez semifinále                                | bez semifinále                                |
| bodovaných závodníků                          | bodovaných závodníků                          | bodovaných závodníků                          | 43                                            | 22                                            | 28                                            | 12                                            |
| počet závodníků                               | počet závodníků                               | počet závodníků                               | –                                             | 22                                            | 28                                            | 12                                            |

### Dívky kat A
| Výsledky EPJ v lezení na obtížnost 2013 (2) dívky A | Výsledky EPJ v lezení na obtížnost 2013 (2) dívky A | Výsledky EPJ v lezení na obtížnost 2013 (2) dívky A | Výsledky EPJ v lezení na obtížnost 2013 (2) dívky A | Výsledky EPJ v lezení na obtížnost 2013 (2) dívky A | Výsledky EPJ v lezení na obtížnost 2013 (2) dívky A |
| Pořadí                                              | Jméno                                               | Země                                                | Body                                                | Stavanger                                           | Edinburgh                                           |
| --------------------------------------------------- | --------------------------------------------------- | --------------------------------------------------- | --------------------------------------------------- | --------------------------------------------------- | --------------------------------------------------- |
| 1.                                                  | Julia Chanourdie                                    | Francie                                             | 180                                                 | 2. 80                                               | 1. 100                                              |
| 1.                                                  | Anak Verhoeven                                      | Belgie                                              | 180                                                 | 1. 100                                              | 2. 80                                               |
| 3.                                                  | Molly Thompson-Smith                                | Spojené království                                  | 102                                                 | 5. 51                                               | 5. 51                                               |
|                                                     |                                                     |                                                     |                                                     |                                                     |                                                     |
| 16.–17.                                             | Veronika Scheuerová                                 | Česko                                               | 34                                                  | 10. 34                                              | –                                                   |
| 22.–23.                                             | Jana Vincourková                                    | Česko                                               | 24                                                  | –                                                   | 14. 24                                              |
| 24.–25.                                             | Andrea Pavlincová                                   | Česko                                               | 22                                                  | –                                                   | 15. 22                                              |
| 28.–29.                                             | Andrea Pokorná                                      | Česko                                               | 17                                                  | –                                                   | 17. 17                                              |
| počet finalistek                                    | počet finalistek                                    | počet finalistek                                    | počet finalistek                                    | 10                                                  | 10                                                  |
| počet semifinalistek                                | počet semifinalistek                                | počet semifinalistek                                | počet semifinalistek                                | bez semifinále                                      | bez semifinále                                      |
| bodovaných závodnic                                 | bodovaných závodnic                                 | bodovaných závodnic                                 | 31                                                  | 16                                                  | 10                                                  |
| počet závodnic                                      | počet závodnic                                      | počet závodnic                                      | –                                                   | 16                                                  | 21                                                  |

| Výsledky EPJ v lezení na rychlost 2013 (3) dívky A | Výsledky EPJ v lezení na rychlost 2013 (3) dívky A | Výsledky EPJ v lezení na rychlost 2013 (3) dívky A | Výsledky EPJ v lezení na rychlost 2013 (3) dívky A | Výsledky EPJ v lezení na rychlost 2013 (3) dívky A | Výsledky EPJ v lezení na rychlost 2013 (3) dívky A | Výsledky EPJ v lezení na rychlost 2013 (3) dívky A |
| Pořadí                                             | Jméno                                              | Země                                               | Body                                               | Chamonix                                           | Imst                                               | Edinburgh                                          |
| -------------------------------------------------- | -------------------------------------------------- | -------------------------------------------------- | -------------------------------------------------- | -------------------------------------------------- | -------------------------------------------------- | -------------------------------------------------- |
| 1.                                                 | Patrycja Chudziak                                  | Polsko                                             | 200                                                | 1. 100                                             | 1. 100                                             | –                                                  |
| 2.                                                 | Aurelia Sarisson                                   | Francie                                            | 191                                                | 5. 51                                              | 8. 40                                              | 1. 100                                             |
| 3.                                                 | Margaux Deschamps                                  | Francie                                            | 172                                                | 9. 37                                              | 4. 55                                              | 2. 80                                              |
|                                                    |                                                    |                                                    |                                                    |                                                    |                                                    |                                                    |
| 15.                                                | Andrea Pokorná                                     | Česko                                              | 47                                                 | –                                                  | –                                                  | 6. 47                                              |
| 16.–17.                                            | Veronika Scheuerová                                | Česko                                              | 28                                                 | –                                                  | 12. 28                                             | –                                                  |
| počet finalistek                                   | počet finalistek                                   | počet finalistek                                   | počet finalistek                                   | 4                                                  | 4                                                  | 4                                                  |
| počet semifinalistek                               | počet semifinalistek                               | počet semifinalistek                               | počet semifinalistek                               | 8                                                  | 8                                                  | 8                                                  |
| bodovaných závodnic                                | bodovaných závodnic                                | bodovaných závodnic                                | 18                                                 | 13                                                 | 14                                                 | 6                                                  |
| počet závodnic                                     | počet závodnic                                     | počet závodnic                                     | –                                                  | 13                                                 | 14                                                 | 6                                                  |

| Výsledky EPJ v boulderingu 2013 (3) dívky A | Výsledky EPJ v boulderingu 2013 (3) dívky A | Výsledky EPJ v boulderingu 2013 (3) dívky A | Výsledky EPJ v boulderingu 2013 (3) dívky A | Výsledky EPJ v boulderingu 2013 (3) dívky A | Výsledky EPJ v boulderingu 2013 (3) dívky A | Výsledky EPJ v boulderingu 2013 (3) dívky A |
| Pořadí                                      | Jméno                                       | Země                                        | Body                                        | Laval                                       | L'Argentière                                | Sofie                                       |
| ------------------------------------------- | ------------------------------------------- | ------------------------------------------- | ------------------------------------------- | ------------------------------------------- | ------------------------------------------- | ------------------------------------------- |
| 1.                                          | Staša Gejo                                  | Srbsko                                      | 231                                         | 1. 100                                      | 5. 51                                       | 2. 80                                       |
| 2.                                          | Patricia Holzmann                           | Německo                                     | 199                                         | 10. 34                                      | 3. 65                                       | 1. 100                                      |
| 3.                                          | Margaux Pucheux                             | Francie                                     | 192                                         | 4. 55                                       | 1. 100                                      | 9. 37                                       |
|                                             |                                             |                                             |                                             |                                             |                                             |                                             |
| –                                           | –                                           | Česko                                       | –                                           | –                                           | –                                           | –                                           |
| počet finalistek                            | počet finalistek                            | počet finalistek                            | počet finalistek                            | 6                                           | 6                                           | 6                                           |
| počet semifinalistek                        | počet semifinalistek                        | počet semifinalistek                        | počet semifinalistek                        | bez semifinále                              | bez semifinále                              | bez semifinále                              |
| bodovaných závodnic                         | bodovaných závodnic                         | bodovaných závodnic                         | 37                                          | 21                                          | 25                                          | 17                                          |
| počet závodnic                              | počet závodnic                              | počet závodnic                              | –                                           | 21                                          | 25                                          | 17                                          |

### Chlapci kat B
| Výsledky EPJ v lezení na obtížnost 2013 (2) chlapci B | Výsledky EPJ v lezení na obtížnost 2013 (2) chlapci B | Výsledky EPJ v lezení na obtížnost 2013 (2) chlapci B | Výsledky EPJ v lezení na obtížnost 2013 (2) chlapci B | Výsledky EPJ v lezení na obtížnost 2013 (2) chlapci B | Výsledky EPJ v lezení na obtížnost 2013 (2) chlapci B |
| Pořadí                                                | Jméno                                                 | Země                                                  | Body                                                  | Stavanger                                             | Edinburgh                                             |
| ----------------------------------------------------- | ----------------------------------------------------- | ----------------------------------------------------- | ----------------------------------------------------- | ----------------------------------------------------- | ----------------------------------------------------- |
| 1.                                                    | Stefano Carnati                                       | Itálie                                                | 165                                                   | 3. 65                                                 | 1. 100                                                |
| 2.                                                    | William Bosi                                          | Spojené království                                    | 160                                                   | 2. 80                                                 | 2. 80                                                 |
| 3.                                                    | Sascha Lehmann                                        | Švýcarsko                                             | 137                                                   | 1. 100                                                | 9. 37                                                 |
|                                                       |                                                       |                                                       |                                                       |                                                       |                                                       |
| 12.                                                   | Vojtěch Vlk                                           | Česko                                                 | 43                                                    | 10. 34                                                | 22. 9                                                 |
| 17.                                                   | Petr Kliger                                           | Česko                                                 | 30                                                    | 13. 26                                                | 27. 4                                                 |
| 22.–24.                                               | Jakub Dvouletý                                        | Česko                                                 | 18                                                    | 17. 18                                                | –                                                     |
| 29.                                                   | Jan Kendík                                            | Česko                                                 | 9                                                     | 22. 9                                                 | –                                                     |
| 31.                                                   | Vojtěch Trojan                                        | Česko                                                 | 7                                                     | –                                                     | 24. 7                                                 |
| počet finalistů                                       | počet finalistů                                       | počet finalistů                                       | počet finalistů                                       | 10                                                    | 10                                                    |
| počet semifinalistů                                   | počet semifinalistů                                   | počet semifinalistů                                   | počet semifinalistů                                   | bez semifinále                                        | bez semifinále                                        |
| bodovaných závodníků                                  | bodovaných závodníků                                  | bodovaných závodníků                                  | 35                                                    | 22                                                    | 30                                                    |
| celkový počet závodníků                               | celkový počet závodníků                               | celkový počet závodníků                               | –                                                     | 22                                                    | 36                                                    |

| Výsledky EPJ v lezení na rychlost 2013 (3) chlapci B | Výsledky EPJ v lezení na rychlost 2013 (3) chlapci B | Výsledky EPJ v lezení na rychlost 2013 (3) chlapci B | Výsledky EPJ v lezení na rychlost 2013 (3) chlapci B | Výsledky EPJ v lezení na rychlost 2013 (3) chlapci B | Výsledky EPJ v lezení na rychlost 2013 (3) chlapci B | Výsledky EPJ v lezení na rychlost 2013 (3) chlapci B |
| Pořadí                                               | Jméno                                                | Země                                                 | Body                                                 | Chamonix                                             | Imst                                                 | Edinburgh                                            |
| ---------------------------------------------------- | ---------------------------------------------------- | ---------------------------------------------------- | ---------------------------------------------------- | ---------------------------------------------------- | ---------------------------------------------------- | ---------------------------------------------------- |
| 1.                                                   | Lev Rudatskiy                                        | Rusko                                                | 200                                                  | 1. 100                                               | 1. 100                                               | –                                                    |
| 2.                                                   | Kostiantyn Pavlenko                                  | Ukrajina                                             | 160                                                  | 2. 80                                                | 2. 80                                                | –                                                    |
| 3.                                                   | Kostiantyn Dmitriiev                                 | Ukrajina                                             | 116                                                  | 3. 65                                                | 5. 51                                                | –                                                    |
|                                                      |                                                      |                                                      |                                                      |                                                      |                                                      |                                                      |
| 4.                                                   | Pavel Krutil                                         | Česko                                                | 114                                                  | 11. 31                                               | 7. 43                                                | 8. 40                                                |
| počet finalistů                                      | počet finalistů                                      | počet finalistů                                      | počet finalistů                                      | 4                                                    | 4                                                    | 4                                                    |
| počet semifinalistů                                  | počet semifinalistů                                  | počet semifinalistů                                  | počet semifinalistů                                  | 8                                                    | 8                                                    | 8                                                    |
| bodovaných závodníků                                 | bodovaných závodníků                                 | bodovaných závodníků                                 | 20                                                   | 12                                                   | 12                                                   | 8                                                    |
| počet závodníků                                      | počet závodníků                                      | počet závodníků                                      | –                                                    | 12                                                   | 12                                                   | 8                                                    |

| Výsledky EPJ v boulderingu 2013 (3) chlapci B | Výsledky EPJ v boulderingu 2013 (3) chlapci B | Výsledky EPJ v boulderingu 2013 (3) chlapci B | Výsledky EPJ v boulderingu 2013 (3) chlapci B | Výsledky EPJ v boulderingu 2013 (3) chlapci B | Výsledky EPJ v boulderingu 2013 (3) chlapci B | Výsledky EPJ v boulderingu 2013 (3) chlapci B |
| Pořadí                                        | Jméno                                         | Země                                          | Body                                          | Laval                                         | L'Argentière                                  | Sofie                                         |
| --------------------------------------------- | --------------------------------------------- | --------------------------------------------- | --------------------------------------------- | --------------------------------------------- | --------------------------------------------- | --------------------------------------------- |
| 1.                                            | Stefano Carnati                               | Itálie                                        | 265                                           | 1. 100                                        | 3. 65                                         | 1. 100                                        |
| 2.                                            | Antonio Prampolini                            | Itálie                                        | 153                                           | 13. 26                                        | 6. 47                                         | 2. 80                                         |
| 3.                                            | Baptiste Ometz                                | Švýcarsko                                     | 147                                           | 6. 47                                         | 1. 100                                        | –                                             |
|                                               |                                               |                                               |                                               |                                               |                                               |                                               |
| –                                             | –                                             | Česko                                         | –                                             | –                                             | –                                             | –                                             |
| počet finalistů                               | počet finalistů                               | počet finalistů                               | počet finalistů                               | 6                                             | 6                                             | 6                                             |
| počet semifinalistů                           | počet semifinalistů                           | počet semifinalistů                           | počet semifinalistů                           | bez semifinále                                | bez semifinále                                | bez semifinále                                |
| bodovaných závodníků                          | bodovaných závodníků                          | bodovaných závodníků                          | 32                                            | 19                                            | 20                                            | 10                                            |
| počet závodníků                               | počet závodníků                               | počet závodníků                               | –                                             | 19                                            | 20                                            | 10                                            |

### Dívky kat B
| Výsledky EPJ v lezení na obtížnost 2013 (2) dívky B | Výsledky EPJ v lezení na obtížnost 2013 (2) dívky B | Výsledky EPJ v lezení na obtížnost 2013 (2) dívky B | Výsledky EPJ v lezení na obtížnost 2013 (2) dívky B | Výsledky EPJ v lezení na obtížnost 2013 (2) dívky B | Výsledky EPJ v lezení na obtížnost 2013 (2) dívky B |
| Pořadí                                              | Jméno                                               | Země                                                | Body                                                | Stavanger                                           | Edinburgh                                           |
| --------------------------------------------------- | --------------------------------------------------- | --------------------------------------------------- | --------------------------------------------------- | --------------------------------------------------- | --------------------------------------------------- |
| 1.                                                  | Celine Cuypers                                      | Belgie                                              | 145                                                 | 3. 65                                               | 2. 80                                               |
| 1.                                                  | Eva Scroccaro                                       | Itálie                                              | 145                                                 | 2. 80                                               | 3. 65                                               |
| 3.                                                  | Alina Ring                                          | Švýcarsko                                           | 140                                                 | 1. 100                                              | 8. 40                                               |
|                                                     |                                                     |                                                     |                                                     |                                                     |                                                     |
| 8.                                                  | Veronika Peltrámová                                 | Česko                                               | 61                                                  | 7. 43                                               | 17. 18                                              |
| 9.                                                  | Eliška Vlčková                                      | Česko                                               | 57                                                  | 6. 47                                               | 21. 10                                              |
| 29.                                                 | Kateřina Zachrdlová                                 | Česko                                               | 12                                                  | –                                                   | 20. 12                                              |
| počet finalistek                                    | počet finalistek                                    | počet finalistek                                    | počet finalistek                                    | 10                                                  | 10                                                  |
| počet semifinalistek                                | počet semifinalistek                                | počet semifinalistek                                | počet semifinalistek                                | bez semifinále                                      | bez semifinále                                      |
| bodovaných závodnic                                 | bodovaných závodnic                                 | bodovaných závodnic                                 | 36                                                  | 19                                                  | 30                                                  |
| počet závodnic                                      | počet závodnic                                      | počet závodnic                                      | –                                                   | 19                                                  | 30                                                  |

| Výsledky EPJ v lezení na rychlost 2013 (3) dívky B | Výsledky EPJ v lezení na rychlost 2013 (3) dívky B | Výsledky EPJ v lezení na rychlost 2013 (3) dívky B | Výsledky EPJ v lezení na rychlost 2013 (3) dívky B | Výsledky EPJ v lezení na rychlost 2013 (3) dívky B | Výsledky EPJ v lezení na rychlost 2013 (3) dívky B | Výsledky EPJ v lezení na rychlost 2013 (3) dívky B |
| Pořadí                                             | Jméno                                              | Země                                               | Body                                               | Chamonix                                           | Imst                                               | Edinburgh                                          |
| -------------------------------------------------- | -------------------------------------------------- | -------------------------------------------------- | -------------------------------------------------- | -------------------------------------------------- | -------------------------------------------------- | -------------------------------------------------- |
| 1.                                                 | Evelyne Fux                                        | Švýcarsko                                          | 6. 47                                              | 5. 51                                              | 1. 100                                             |                                                    |
| 2.                                                 | Anastasia Manuylova                                | Rusko                                              | 180                                                | 2. 80                                              | 1. 100                                             | –                                                  |
| 3.                                                 | Katarzyna Kwiatkowska                              | Polsko                                             | 131                                                | 5. 51                                              | 2. 80                                              | –                                                  |
|                                                    |                                                    |                                                    |                                                    |                                                    |                                                    |                                                    |
| –                                                  | –                                                  | Česko                                              | –                                                  | –                                                  | –                                                  | –                                                  |
| počet finalistek                                   | počet finalistek                                   | počet finalistek                                   | počet finalistek                                   | 4                                                  | 4                                                  | 4                                                  |
| počet semifinalistek                               | počet semifinalistek                               | počet semifinalistek                               | počet semifinalistek                               | 8                                                  | 8                                                  | bez semifinále                                     |
| bodovaných závodnic                                | bodovaných závodnic                                | bodovaných závodnic                                | 21                                                 | 16                                                 | 12                                                 | 7                                                  |
| počet závodnic                                     | počet závodnic                                     | počet závodnic                                     | –                                                  | 16                                                 | 12                                                 | 7                                                  |

| Výsledky EPJ v boulderingu 2013 (3) dívky B | Výsledky EPJ v boulderingu 2013 (3) dívky B | Výsledky EPJ v boulderingu 2013 (3) dívky B | Výsledky EPJ v boulderingu 2013 (3) dívky B | Výsledky EPJ v boulderingu 2013 (3) dívky B | Výsledky EPJ v boulderingu 2013 (3) dívky B | Výsledky EPJ v boulderingu 2013 (3) dívky B |
| Pořadí                                      | Jméno                                       | Země                                        | Body                                        | Laval                                       | L'Argentière                                | Sofie                                       |
| ------------------------------------------- | ------------------------------------------- | ------------------------------------------- | ------------------------------------------- | ------------------------------------------- | ------------------------------------------- | ------------------------------------------- |
| 1.                                          | Asja Gollo                                  | Itálie                                      | 300                                         | 1. 100                                      | 1. 100                                      | 1. 100                                      |
| 2.                                          | Martina Giorello                            | Itálie                                      | 182                                         | 5. 51                                       | 2. 80                                       | 5. 51                                       |
| 3.                                          | Janka Meyer                                 | Německo                                     | 130                                         | 15. 22                                      | 7. 43                                       | 3. 65                                       |
|                                             |                                             |                                             |                                             |                                             |                                             |                                             |
| 29.                                         | Michaela Matúšová                           | Česko                                       | 16                                          | 18. 16                                      | –                                           | –                                           |
| 30.                                         | Veronika Šimková                            | Česko                                       | 14                                          | 19. 14                                      | –                                           | –                                           |
| počet finalistek                            | počet finalistek                            | počet finalistek                            | počet finalistek                            | 6                                           | 6                                           | 6                                           |
| počet semifinalistek                        | počet semifinalistek                        | počet semifinalistek                        | počet semifinalistek                        | bez semifinále                              | bez semifinále                              | bez semifinále                              |
| bodovaných závodnic                         | bodovaných závodnic                         | bodovaných závodnic                         | 35                                          | 22                                          | 25                                          | 10                                          |
| počet závodnic                              | počet závodnic                              | počet závodnic                              | –                                           | 22                                          | 25                                          | 10                                          |

### Medaile podle zemí
| pořadí | stát               | Zlatá medaile | Stříbrná medaile | Bronzová medaile | celkem |
| ------ | ------------------ | ------------- | ---------------- | ---------------- | ------ |
| 1.     | Itálie             | 6             | 5                | 0                | 11     |
| 2.     | Francie            | 5             | 5                | 4                | 14     |
| 3.     | Belgie             | 1             | 1                | 0                | 2      |
| 3.     | Rusko              | 1             | 1                | 0                | 2      |
| 5.     | Švýcarsko          | 1             | 0                | 3                | 4      |
| 6.     | Rakousko           | 1             | 0                | 2                | 3      |
| 6.     | Polsko             | 1             | 0                | 2                | 3      |
| 8.     | Švédsko            | 1             | 0                | 0                | 1      |
| 8.     | Srbsko             | 1             | 0                | 0                | 1      |
| 10.    | Německo            | 0             | 2                | 2                | 4      |
| 11.    | Spojené království | 0             | 2                | 1                | 3      |
| 12.    | Ukrajina           | 0             | 1                | 1                | 2      |
| 13.    | Česko              | 0             | 1                | 0                | 1      |
| 14.    | Izrael             | 0             | 0                | 2                | 2      |
| 15.    | Norsko             | 0             | 0                | 1                | 1      |

### Videozáznamy z EPJ 2013
| Místo        | Pozvánka | Obtížnost | Obtížnost  | Rychlost | Rychlost   | Bouldering | Bouldering | Jiné |
| Místo        | Pozvánka | finále    | semifinále | finále   | semifinále | finále     | semifinále | Jiné |
| ------------ | -------- | --------- | ---------- | -------- | ---------- | ---------- | ---------- | ---- |
| Edinburgh    | x        | x         | x          | x        | x          | –          | –          |      |
| Sofie        | x        | –         | –          | –        | –          | x          | x          |      |
| Imst         | x        | –         | –          | x        | x          | –          | –          |      |
| Chamonix     | x        | –         | –          | x        | x          | –          | –          |      |
| L'Argentière | x        | –         | –          | –        | –          | x          | x          |      |
| Stavanger    | x        | x         | x          | –        | –          | –          | –          |      |
| Laval        | x        | –         | –          | –        | –          | x          | x          |      |